# Once Upon a Time in Triad Society
Série
Once Upon a Time in Triad Society 2
(1996)
Pour plus de détails, voir Fiche technique et Distribution.
Once Upon a Time in Triad Society (旺角揸Fit人, Wong Kok cha Fit yan) est un film d'action hongkongais réalisé par Cha Chuen-yee et sorti en 1996 à Hong Kong.
C'est un film dérivé de la série des Young and Dangerous et centré sur le personnage de Kwan le hideux (Francis Ng), l'antagoniste du premier film. Sa suite, Once Upon a Time in Triad Society 2, sort quatre mois plus tard.

## Synopsis
L'histoire de Kwan le hideux (Francis Ng) à travers son enfance, son entrée dans la triade et sa prise de conscience que ce monde criminel est sans espoir, instable et corrompu.

## Fiche technique
- Titre original : 旺角揸Fit人
- Titre international : Once Upon a Time in Triad Society
- Réalisation : Cha Chuen-yee
- Scénario : Rico Chung
- Photographie : Peter Ngor
- Montage : Angie Lam
- Musique : Johnny Yeung
- Production : Cha Chuen-yee, Rico Chung et William Wu
- Société de production : Concept Link Productions et Uni Film Production
- Société de distribution : Newport Entertainment
- Pays d'origine :  Hong Kong
- Langue originale : cantonais
- Format : couleur
- Genre : action
- Durée : 100 minutes
- Dates de sortie :
  -  Hong Kong : 23 mai 1996

## Distribution
- Francis Ng : Kwan le hideux
- Loletta Lee : Restaurant de nouilles de charrette
- Allen Ting : Lam Fung
- Edmond So : So Wai
- Farini Cheung : la fille du tailleur
- Pauline Chan : l'infirmière
- Lam Sheung-yee (en) : Frère Sheung-yee/le père de Kwan
- Michael Chan (en) : Frère Lone
- Jamie Luk : l'officier Lam
- Jeffrey Lam : un parrain des triades
- Danny Ko
- Lam Kee-to : l'éditeur de journal
- Winnie Wong
- Sze Lau-wa : l'avocat de Kwan
- Ringo Chan : un chef yakuza
- Samuel Leung : Frère Andy
- Ho Pak-kwong : le tailleur
- Jimmy Wong
- Pan Chang-jiang
- Airi Ando
- Chan kam-pui : le géant
- Chan Hing-hang : un parrain des triades
- Simon Cheung : un policier
- Bobby Yip : Wong le créancier
- Ridley Tsui : le héros de comics
- Tanigaki Kenji : un voyou japonais
- So Wai-nam : un homme de Kwan
- Lam Kwok-kit : un des tueurs à gages de Kwan
- Anthony Carpio : un des tueurs à gages de Kwan
- Ding Ning (en)